# 张廷炳
张廷炳，镶黄旗人，是一名清朝政治人物。举人出身。
张廷炳曾于1776年接替曾日琇任松江府知府一职，1777年由巴通阿接任。